# Paweł Fajdek
Paweł Fajdek (Świebodzice, 4 de junio de 1989) es un deportista polaco que compite en atletismo, especialista en la prueba de lanzamiento de martillo. Es cinco veces campeón mundial en esta prueba.
Participó en tres Juegos Olímpicos de Verano, entre los años 2012 y 2020, obteniendo una medalla de bronce en Tokio 2020, en el lanzamiento de martillo.
Ganó cinco medallas de oro en el Campeonato Mundial de Atletismo entre los años 2013 y 2022, y tres medallas en el Campeonato Europeo de Atletismo entre los años 2014 y 2018.

## Palmarés internacional
| Juegos Olímpicos   | Juegos Olímpicos         | Juegos Olímpicos  | Juegos Olímpicos |
| Año                | Lugar                    | Medalla           | Prueba           |
| ------------------ | ------------------------ | ----------------- | ---------------- |
| 2020               | Tokio (Japón)            | Medalla de bronce | Martillo         |
| Campeonato Mundial |                          |                   |                  |
| Año                | Lugar                    | Medalla           | Prueba           |
| 2013               | Moscú (Rusia)            | Medalla de oro    | Martillo         |
| 2015               | Pekín (China)            | Medalla de oro    | Martillo         |
| 2017               | Londres (Reino Unido)    | Medalla de oro    | Martillo         |
| 2019               | Doha (Catar)             | Medalla de oro    | Martillo         |
| 2022               | Eugene (Estados Unidos)  | Medalla de oro    | Martillo         |
| Campeonato Europeo |                          |                   |                  |
| Año                | Lugar                    | Medalla           | Prueba           |
| 2014               | Zúrich (Suiza)           | Medalla de plata  | Martillo         |
| 2016               | Ámsterdam (Países Bajos) | Medalla de oro    | Martillo         |
| 2018               | Berlín (Alemania)        | Medalla de plata  | Martillo         |